# حزب البعث العربي الاشتراكي (تونس)
حزب البعث العربي الاشتراكي حزب سياسي تونسي يرتكز على الاشتراكية والقومية العربية. وهو من الأحزاب السياسية التونسية التي أعترف بها بعد الثورة التونسية. يتولى الأمانة العامة للحركة عثمان بالحاج عمر، ونجد من قياديه ومناضليه التاريخيين الهادي المثلوثي وحسان القصار والبشير الحراث. أقامت الحركة أول مؤتمر تأسيسي علني لها أيام 3 و4 و5 جوان 2011 تحت شعار «الكرامة»  في قاعة المؤتمرات بالعاصمة. لا تمثل الحركة وحدها التيار البعثي في تونس إذ ينافسها في نفس التوجه الإيدولوجي حزب الطليعة العربي الديمقراطي.